# Връх (геометрия)
Вижте пояснителната страница за други значения на връх.
Връх в геометрията е точката, където се пресичат две линии в равнината, или три или повече ръбове в пространството. Вследствие от това определение:
- връх на ъгъл е общата точка, от където започват два лъча, образувайки равнинен ъгъл;
- връх на многоъгълник е точката в равнината, където се пресичат две страни на геометричната фигура;
- връх на многостен е точката в пространството, където се пресичат три или повече ръбове (или стени) на геометричното тяло.

В математическата теория на графите връх се използва и за членовете на абстрактното множество.

## Ойлерова характеристика
Ойлеровата характеристика формулира връзката между броя върхове (B), ръбове (P) и страни (C) на всеки многостен, от което се получава формулата на Ойлер за изпъкнали многостени:
{\displaystyle B-P+C=2}
Така например кубът има 8 върха, 12 ръба и 6 страни (8-12+6=2).